# Raves (Vosges)
Raves é uma comuna francesa na região administrativa do Grande Leste, no departamento de Vosges. Estende-se por uma área de 4.02 km². Em 2010 a comuna tinha 477 habitantes (densidade: 118,7 hab./km²).